# 46-та паралель південної широти
46-та паралель південної широти — лінія широти, що лежить на 46 градусів південніше земної екваторіальної площини. Вона проходить через Атлантичний океан, Індійський океан, Австралазію, Тихий океан та Південну Америку.

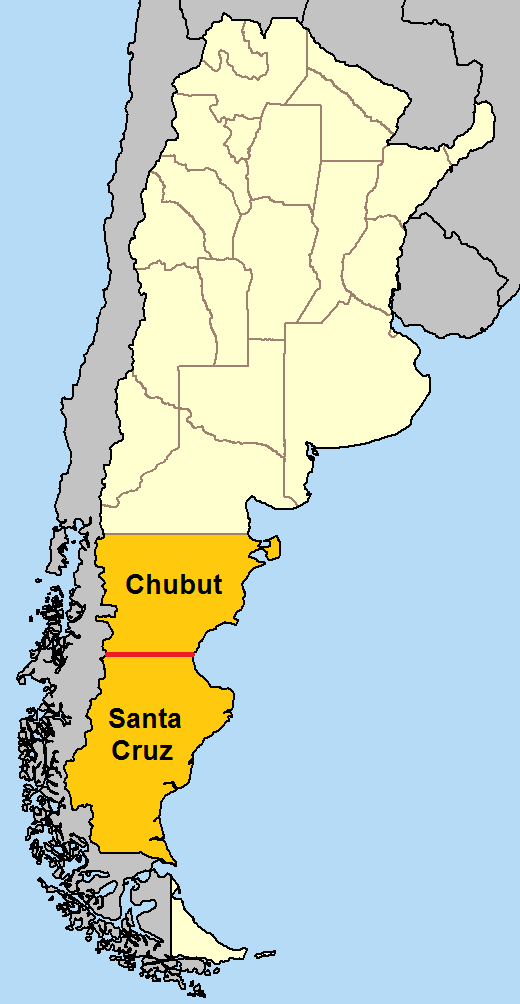
В Аргентині через 42-гу паралель пд.ш. проходить межа між провінціями Чубут та Санта-Крус

В Аргентині через паралель проходить межа між провінціями Чубут та Санта-Крус.
Найбільше місто, що лежить на південь від 46-тої паралелі пд.ш. — Пунта-Аренас.
На цій широті під час літнього сонцестояння сонце видно 15 годин 45 хвилин, а під час зимового сонцестояння — 8 годин 38 хвилини.

## Список географічних об'єктів, що перетинає 46° пд. ш.
Починаючи з Гринвіцького меридіану та рухаючись на схід, 46-та паралель південної широти проходить через:
| Координати                                                   | Країна, територія або море | Примітки |
| ------------------------------------------------------------ | -------------------------- | --- |
| 46°0′ пд. ш. 0°0′ сх. д. / 46.000° пд. ш. 0.000° сх. д.      | Атлантичний океан          | |
| 46°0′ пд. ш. 20°0′ сх. д. / 46.000° пд. ш. 20.000° сх. д.    | Індійський океан           | Проходить між островами Кошон[en] та Апотре[en] в архіпелазі Крозе, Французькі Південні і Антарктичні Території                                |
| 46°0′ пд. ш. 147°0′ сх. д. / 46.000° пд. ш. 147.000° сх. д.  | Тихий океан                | Тасманове море |
| 46°0′ пд. ш. 166°26′ сх. д. / 46.000° пд. ш. 166.433° сх. д. | Нова Зеландія              | Проходить через Південний острів Фіордленд — проходить через озеро Хауроко та затоку Таїарі[en] Саутленд Отаго — проходить південніше Данідіна |
| 46°0′ пд. ш. 170°15′ сх. д. / 46.000° пд. ш. 170.250° сх. д. | Тихий океан                | |
| 46°0′ пд. ш. 75°2′ зх. д. / 46.000° пд. ш. 75.033° зх. д.    | Чилі                       | Айсен — проходить через півострів Тайтао, протоку Мораледа[en] та південніше Бальмаседи[en]                                                    |
| 46°0′ пд. ш. 71°38′ зх. д. / 46.000° пд. ш. 71.633° зх. д.   | Аргентина                  | Проходить південніше Комодоро-Рівадавії |
| 46°0′ пд. ш. 67°35′ зх. д. / 46.000° пд. ш. 67.583° зх. д.   | Атлантичний океан          | |